# Long Player
Long Player é o segundo álbum de estúdio da banda The Faces, lançado em 1971.

## Faixas
1. "Bad 'N' Ruin" (McLagan, Stewart)
2. "Tell Everyone" (Lane)
3. "Sweet Lady Mary" (Lane, Wood, Stewart)
4. "Richmond" (Lane)
5. "Maybe I'm Amazed" (Paul McCartney) (Ao Vivo no Fillmore East, NY)
6. "Had Me a Real Good Time" (Lane, Wood, Stewart)
7. "On the Beach" (Lane, Wood) (Ao Vivo no Fillmore East, NY)
8. "I Feel So Good" (Big Bill Broonzy)
9. "Jerusalem" (Wood)

## Integrantes
- Bobby Keys - Saxofone
- Rod Stewart- Vocal
- Kenney Jones- Bateria
- Harry Beckett - Trompete
- Ian McLagan- Piano/Órgão
- Ronnie Lane- Baixo/Guitarra, Vocal
- Ron Wood- Lead/Slide/Pedal Steel Guitar